# Teorie spiskowe na temat śmierci Adolfa Hitlera

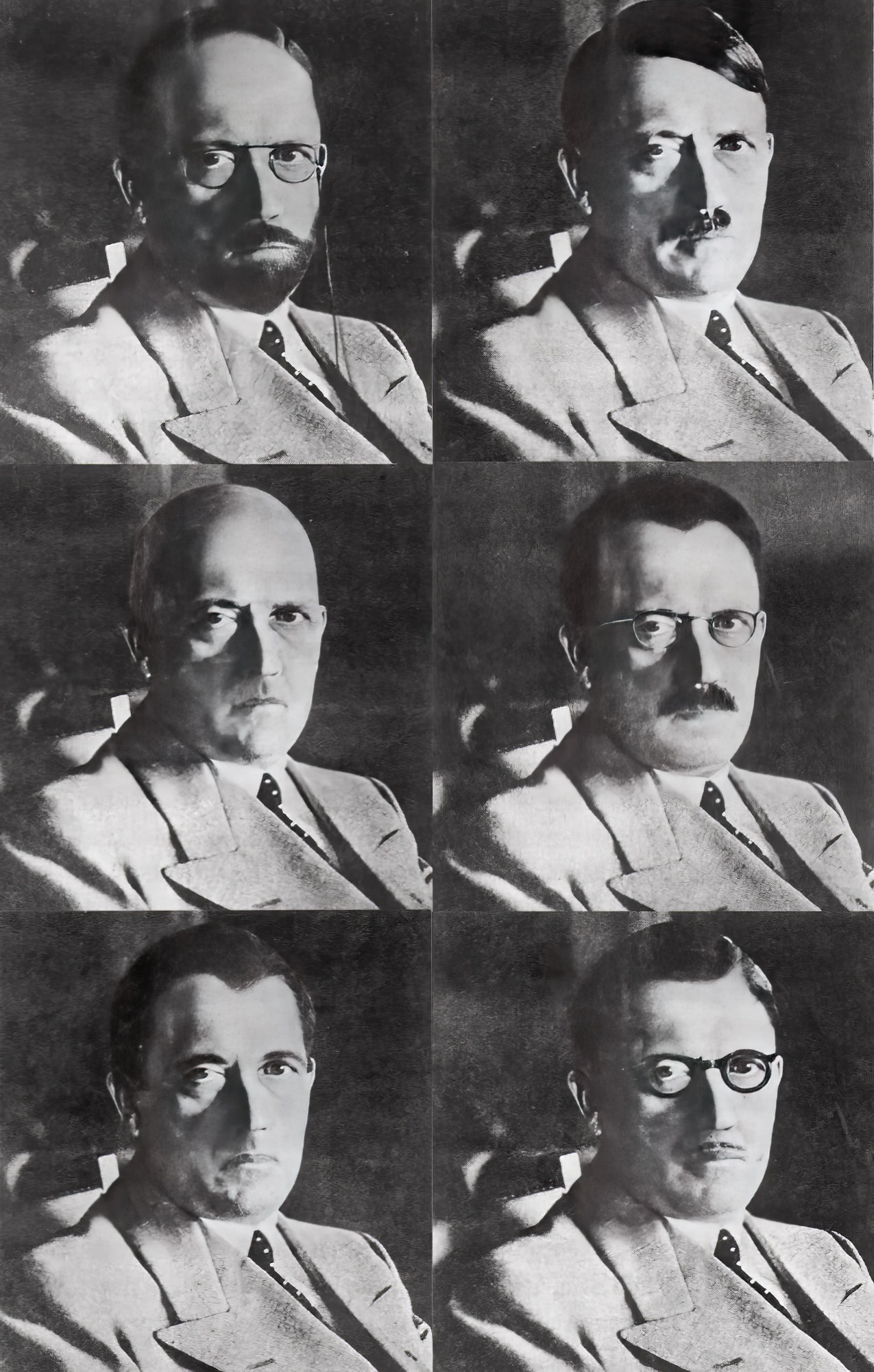
Adolf Hitler przedstawiony przez United States Secret Service w roku 1944, by pokazać, jak może zmienić swój wygląd, by nie zostać złapanym

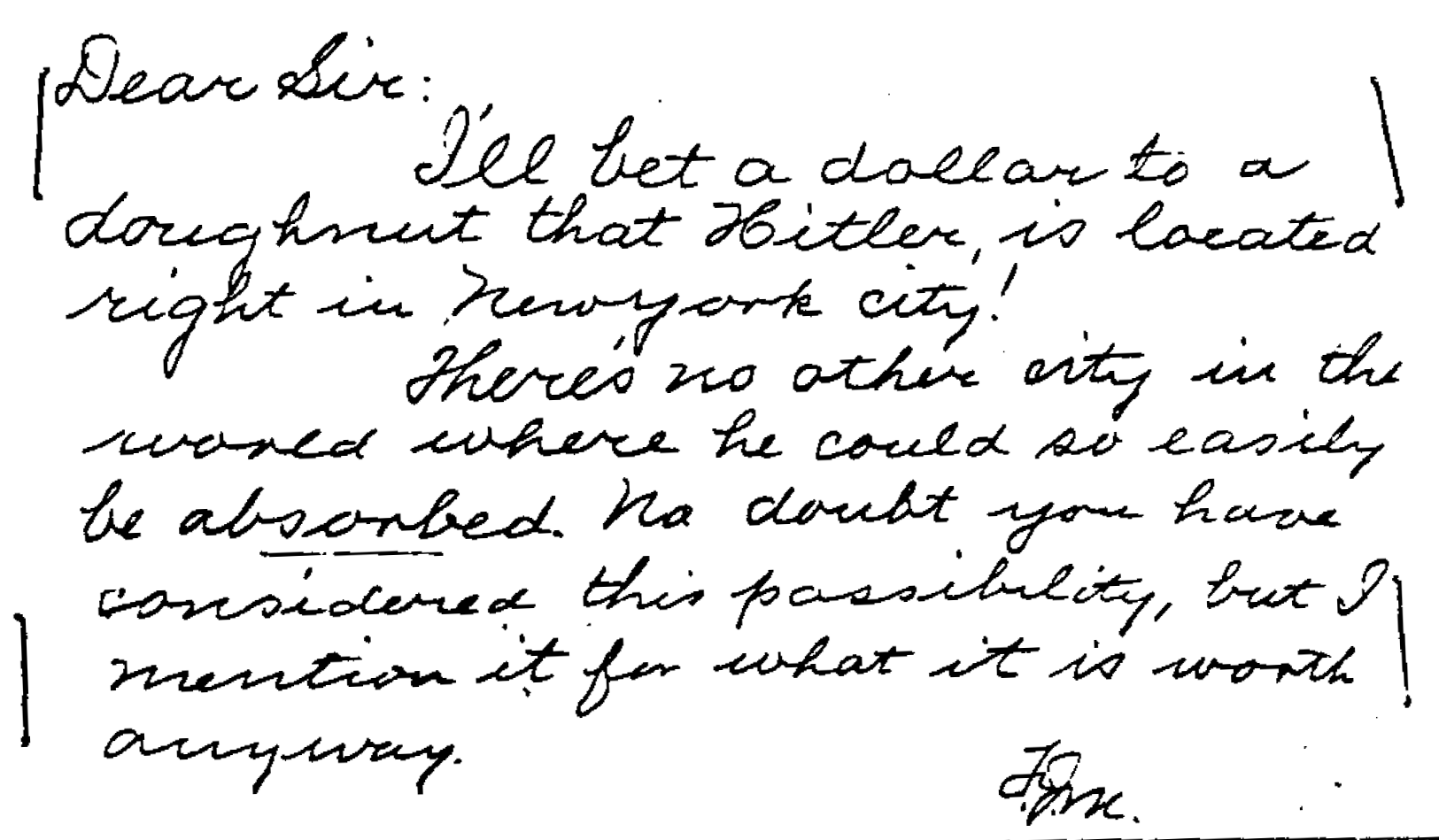
Krótki list z 1945 roku, w którym autor podpisany jako „JFK”, spekuluje, że Hitler uciekł do Nowego Jorku

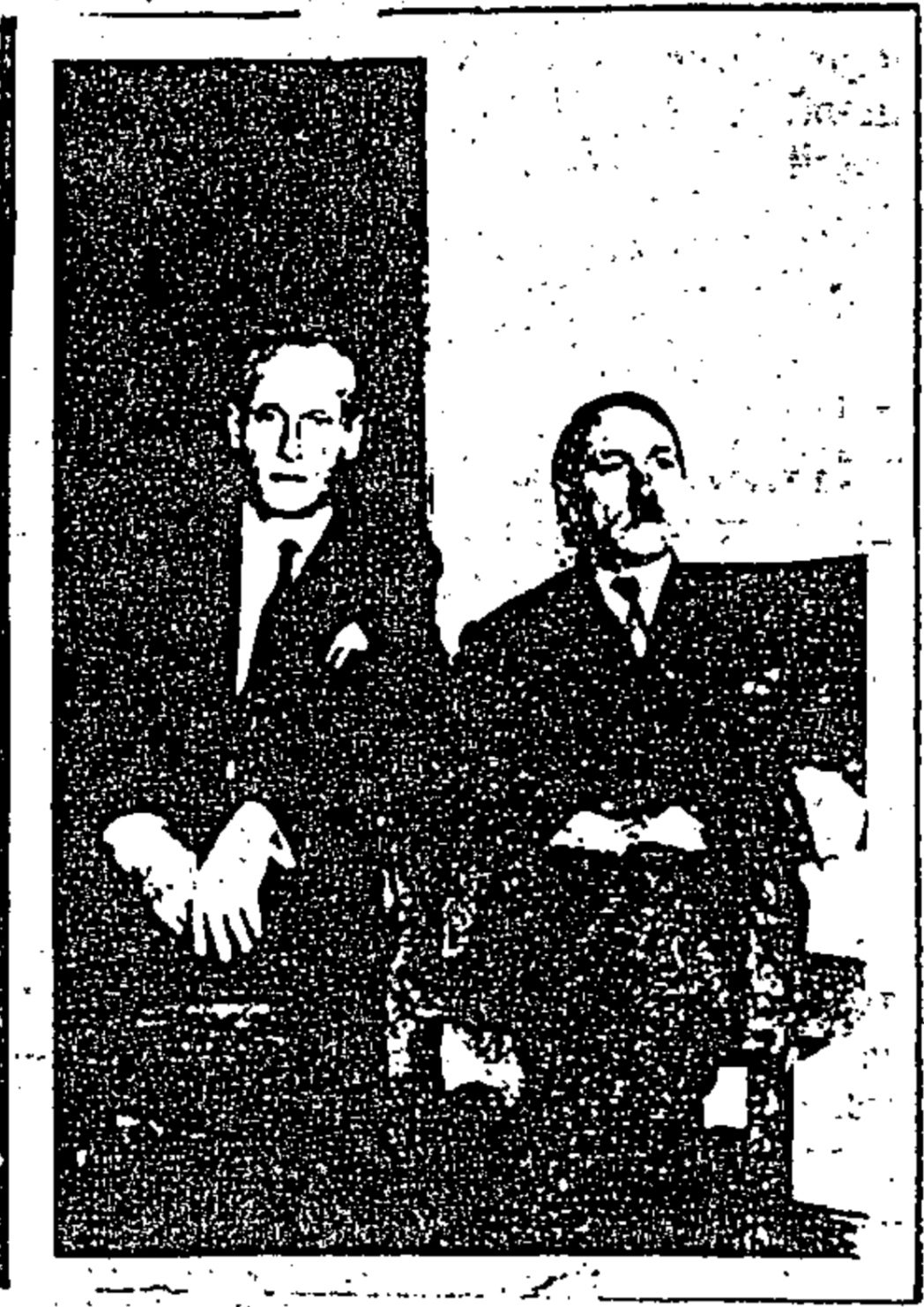
Fotografia z dokumentu CIA datowanego na październik 1955 roku, przedstawiająca rzekomego byłego esesmana, siedzącego obok człowieka, którego określił jako Adolf Hitler

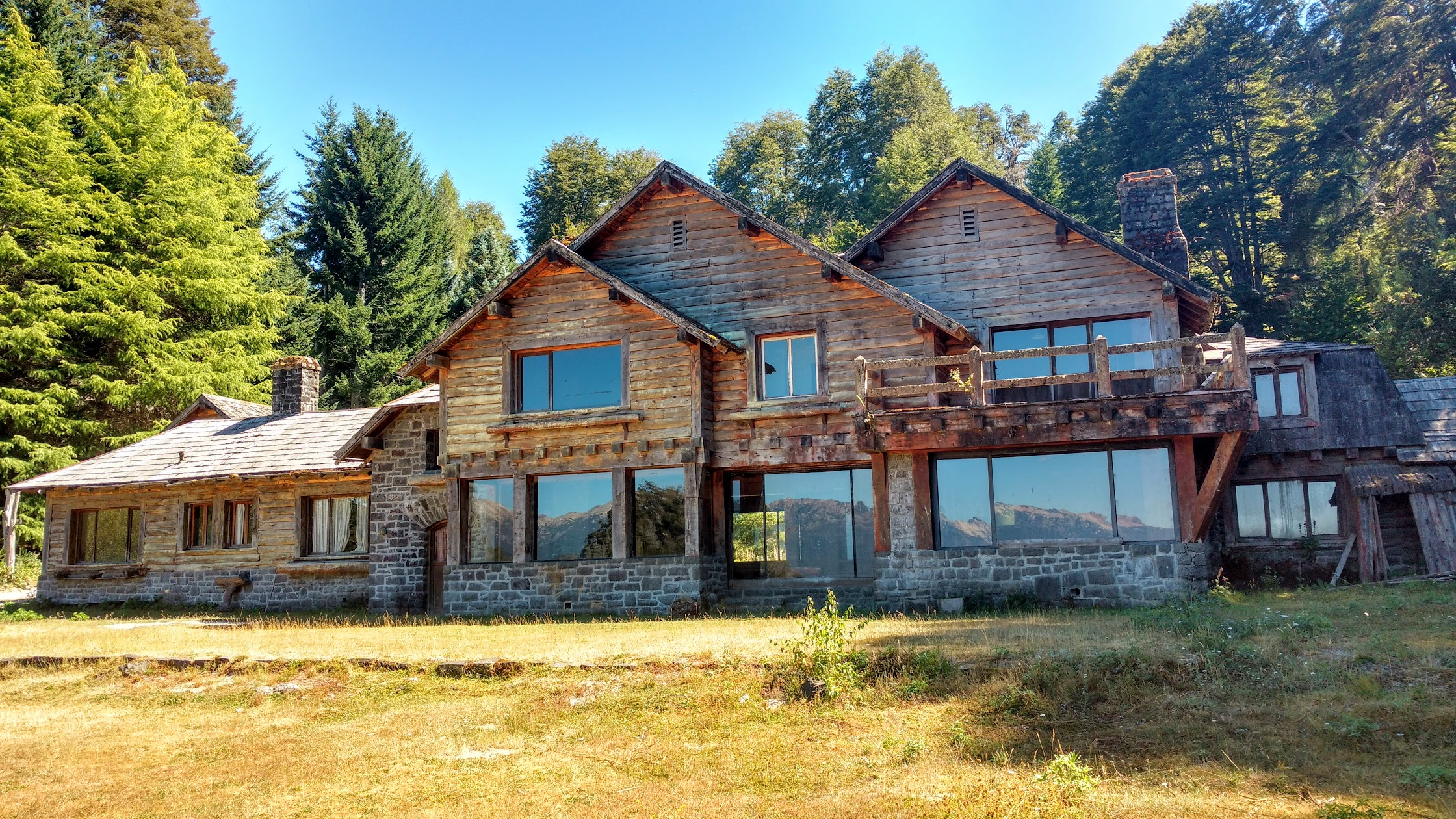
Posiadłość w Inalco nad jeziorem Nahuel Huapí w Argentynie, w której miał mieszkać Hitler po roku 1945

Teorie spiskowe na temat śmierci Adolfa Hitlera – teorie spiskowe dotyczące śmierci Adolfa Hitlera, dyktatora Niemiec w latach 1933–1945, są sprzeczne z przyjętym faktem, że popełnił on samobójstwo w bunkrze Führera 30 kwietnia 1945 roku. Większość z tych teorii, wywodzących się z sowieckiej kampanii dezinformacji, utrzymuje, że Hitler i jego żona, Eva Braun, przeżyli i uciekli z Berlina, po czym wyjechali do Ameryki Południowej. W latach powojennych Federalne Biuro Śledcze (FBI) i Centralna Agencja Wywiadowcza (CIA) zbadały niektóre doniesienia, nie dając im wiarygodności. Odkrycie z 2009 roku, że czaszka w sowieckich archiwach przez długi czas (wątpliwie) uważana za czaszkę Hitlera, w rzeczywistości należała do kobiety, pomogła podsycić teorie spiskowe.
Chociaż twierdzenia te zyskały pewną popularność w kulturze masowej, historycy i eksperci naukowi uważają je za niewiarygodne teorie alternatywne. Naoczni świadkowie i szczątki zębów Hitlera wskazują, że zmarł w swoim berlińskim bunkrze w 1945 roku.

## Pochodzenie teorii
Teoria, że Hitler nie popełnił samobójstwa, ale zamiast tego uciekł z żoną, była celowo promowana przez sowiecki rząd w ramach państwowej polityki dezinformacyjnej. Ten „mit” został po raz pierwszy ogłoszony przez marszałka Gieorgija Żukowa na konferencji prasowej 9 czerwca 1945 roku, na rozkaz sowieckiego przywódcy Józefa Stalina. W czasie konferencji poczdamskiej prezydent Stanów Zjednoczonych Harry Truman otrzymał od Stalina kategoryczne zaprzeczenie, czy Hitler nie żyje. Ta niejednoznaczność była przez lata główną przyczyną różnych teorii spiskowych, pomimo oficjalnego wniosku aliantów zachodnich, że Hitler popełnił samobójstwo w kwietniu 1945 roku.
Pierwsze szczegółowe śledztwo mocarstw zachodnich rozpoczęło się w listopadzie 1945 roku po tym, jak Dick White, ówczesny szef kontrwywiadu sektora brytyjskiego w Berlinie (a później kolejno szef MI5 i MI6), zorganizował zespół śledczy, w skład którego wszedł między innymi historyk Hugh Trevor-Roper. Jego ustalenia, że Hitler i Braun popełnili samobójstwo w Berlinie, zostały pierwotnie spisane w raporcie, a następnie opublikowane w formie książkowej w 1947 roku.

## Dowody
Odtajnione dokumenty FBI zawierają szereg domniemanych obserwacji Hitlera, wraz z teoriami na temat jego ucieczki z Niemiec. FBI stwierdziło, że nie można wiarygodnie zweryfikować informacji zawartych w tych dokumentach dotyczących ucieczki i obserwacji Hitlera.
Fragment czaszki znaleziony w pobliżu bunkra Führera i przechowywany w Rosyjskich Archiwach Federalnych w Moskwie, przez dziesięciolecia uważano za należący do Hitlera. W 2009 roku próbki czaszki zostały przetestowane na University of Connecticut w Storrs przez archeologa i specjalistę od kości, Nicka Bellantoniego, i innych specjalistów. Okazało się, że czaszka należała do kobiety w wieku poniżej 40 lat.
Ani byli radzieccy, ani rosyjscy urzędnicy nie stwierdzili, że czaszka jest głównym dowodem, zamiast tego powołując się na znalezione fragmenty szczęki i dwa mosty protetyczne. Przedmioty były pokazywane dentyście Hitlera, Hugonowi Blaschkemu; asystentka dentystyczna Käthe Heusermann i technik dentystyczny Fritz Echtmann potwierdzili, że resztki zębów należą do Hitlera i Braun. Fragment czaszki odkryto później, w 1946 roku, kiedy Sowieci badali pogłoski o ocaleniu Hitlera.

## Ucieczka do Argentyny
Książka „Grey Wolf: The Escape of Adolf Hitler” brytyjskich autorów Simona Dunstana i Gerrarda Williamsa sugeruje, że Hitler i Braun nie popełnili samobójstwa, ale faktycznie uciekli do Argentyny. Założeniem książki jest to, że naziści splądrowali rezerwy złota i dzieła sztuki krajów przez nich okupowanych. Scenariusz zaproponowany przez obu autorów jest następujący: „Wiele okrętów i łodzi podwodnych, na które wsiadali niektórzy naziści, popłynęło do Argentyny, gdzie nazistów wspierał prezydent Juan Perón, który wraz z żoną „Evitą” przez pewien czas otrzymywał od nich pieniądze. W Argentynie Hitler początkowo przebywał w hacjendzie San Ramón, na wschód od Bariloche. Następnie przeniósł się do posiadłości w Inalco, odległej i niedostępnej miejscowości na północno-zachodnim krańcu jeziora Nahuel Huapí, w pobliżu granicy z Chile. Około 1954 roku Eva Braun opuściła Hitlera i przeniosła się do Neuquén z córką Ursulą („Uschi”), a Hitler zmarł w lutym 1962 roku”.
Ta teoria ucieczki Hitlera do Argentyny została odrzucona przez historyków, w tym Guya Waltersa. Opisał teorię Dunstana i Williamsa jako „bzdury”, mówiąc: „Nie ma w tym żadnej treści. Odwołuje się do złudnych fantazji teoretyków spiskowych i nie ma żadnego potwierdzenia w badaniach historycznych”. Walters dodał: „Po prostu nie można uwierzyć, że tak wielu ludzi może tak spokojnie utrzymywać tak wielkie oszustwo”.
Badacze z serialu „Polowanie na Hitlera” stacji telewizyjnej History twierdzą, że odkryli wcześniej tajne dokumenty i przeprowadzili wywiady ze świadkami wskazującymi, że Hitler uciekł z Niemiec i udał się łodzią podwodną do Ameryki Południowej. On i inni naziści twierdzili następnie, że istnieją plany stworzenia „Czwartej Rzeszy”.
Odtajniony dokument CIA HVCA-2592, datowany na 3 października 1955 roku, podkreśla twierdzenia „byłego niemieckiego żołnierza SS” Philipa Citroena, że „Adolf Hitler wciąż żyje” i że „Hitler wyjechał z Kolumbii do Argentyny około stycznia 1955 roku”. Do dokumentu dołączono rzekome zdjęcie Citroena i Hitlera. W raporcie stwierdzono, że ani kontakt, który relacjonował swoje rozmowy z esesmanem, ani komórka CIA, która otrzymała tę informację, „nie były w stanie dokonać wiarygodnej oceny tych informacji”.